# Titan (canción de Besa)
«Titan» (estilizado como «TiTAN»)  es una canción de la cantautora albanesa Besa Kokëdhima. Autodescrita como una balada «con mucho contraste», la canción fue compuesta por Kokëdhima y Kledi Bahiti, y la letra escrita por Rozana Radi y Petrit Sefaj. Fue autopublicada el 19 de diciembre de 2023. Está previsto que la canción sea la entrada albanesa en el Festival de la Canción de Eurovisión 2024, tras la selección de la versión en albanés de la canción «Zemrën n'dorë» (trad. «Corazón en mano») en la 62.ª edición del concurso musical Festivali i Këngës.

## Antecedentes y composición
«Zemrën n'dorë» está compuesta por Besa Kokëdhima y Kledi Bahiti, y la letra escrita por Rozana Radi y Petrit Sefaj. Antes de esta canción, Kokëdhima había intentado participar en el Festival de la Canción de Eurovisión representando a Rumania en 2009. En una entrevista con el sitio de seguidores de Eurovisión Wiwibloggs, afirmó que para ella la canción era una balada «con mucho contraste», afirmando además que la canción «era una emoción genuina. Escribimos la canción con mucho amor y solo queríamos expresar mucho contraste dentro de una balada porque cuando dices balada, no creo que sea exactamente lo que uno podría imaginar... simplemente atraviesa oleadas de duras emociones... como un viaje tormentoso».
Se anunció oficialmente que la canción competirá en Festivali i Këngës 62 el 17 de octubre de 2023. En la final nacional, la canción compitió en la primera semifinal el 19 de diciembre a pesar de que se había anunciado que la canción tendría un lugar automático en la gran final. A pesar de no ganar la competencia general, la canción fue seleccionada para representar a Albania en el Festival de la Canción de Eurovisión y ganó un televoto por separado. El 2 de enero de 2024, Besa anunció que la canción se renovaría para que cumpliera con las reglas de Eurovisión. La versión final de Eurovisión se lanzó el 11 de marzo de 2024.

## Promoción
Para promocionar la canción, Besa anunció su intención de participar en las fiestas previas de Eurovisión, incluido el evento Eurovisión en concierto el 13 de abril de 2024.

## Eurovisión

### Festivali i Këngës 62
La emisora de Albania Radio Televizioni Shqiptar (RTSH) anunció oficialmente su participación en el Festival de la Canción de Eurovisión 2024 el 30 de agosto de 2023, utilizando su antiguo método para elegir al participante, Festivali i Këngës. La edición fue la 62.ª edición de la final nacional. La competencia de 31 participantes se organizó en dos semifinales que culminaron en una gran final. Para esta edición del Festivali i Këngës, para seleccionar al representante del país, las 31 inscripciones, sin importar si se habían clasificado o no para la gran final, eran elegibles para representar al país a través de un televoto. El ganador absoluto del concurso no representaba al país a menos que también hubiera ganado el televoto.
En la gran final del 22 de diciembre de 2023, donde las 31 entradas eran elegibles para la victoria, la canción no ganó el concurso general y la victoria fue otorgada a Mal Retkoceri. Sin embargo, la canción fue anunciada como ganadora del televoto y, como resultado, ganó el derecho a representar a Albania en el Festival de la Canción de Eurovisión 2024.

### En Eurovisión
El Festival de la Canción de Eurovisión 2024 se llevará a cabo en el Malmö Arena de Malmö, Suecia, y constará de dos semifinales celebradas en las respectivas fechas del 7 y 9 de mayo y la final el 11 de mayo de 2024. Durante el sorteo de asignación del 30 de enero de 2024, Albania fue elegida para competir en la segunda semifinal, actuando en la primera mitad del espectáculo.

## Lista de canciones
- Descarga digital[nota 1]

1. «Zemrën n'dorë» - 3:02

## Historial de lanzamiento
| País   | Fecha                   | Formato(s)       | Discográfica  | Ref.   |
| ------ | ----------------------- | ---------------- | ------------- | ------ |
| Varios | 19 de diciembre de 2023 | Descarga digital | Autopublicado | [ 16 ] |